# Jordfelsbrytare

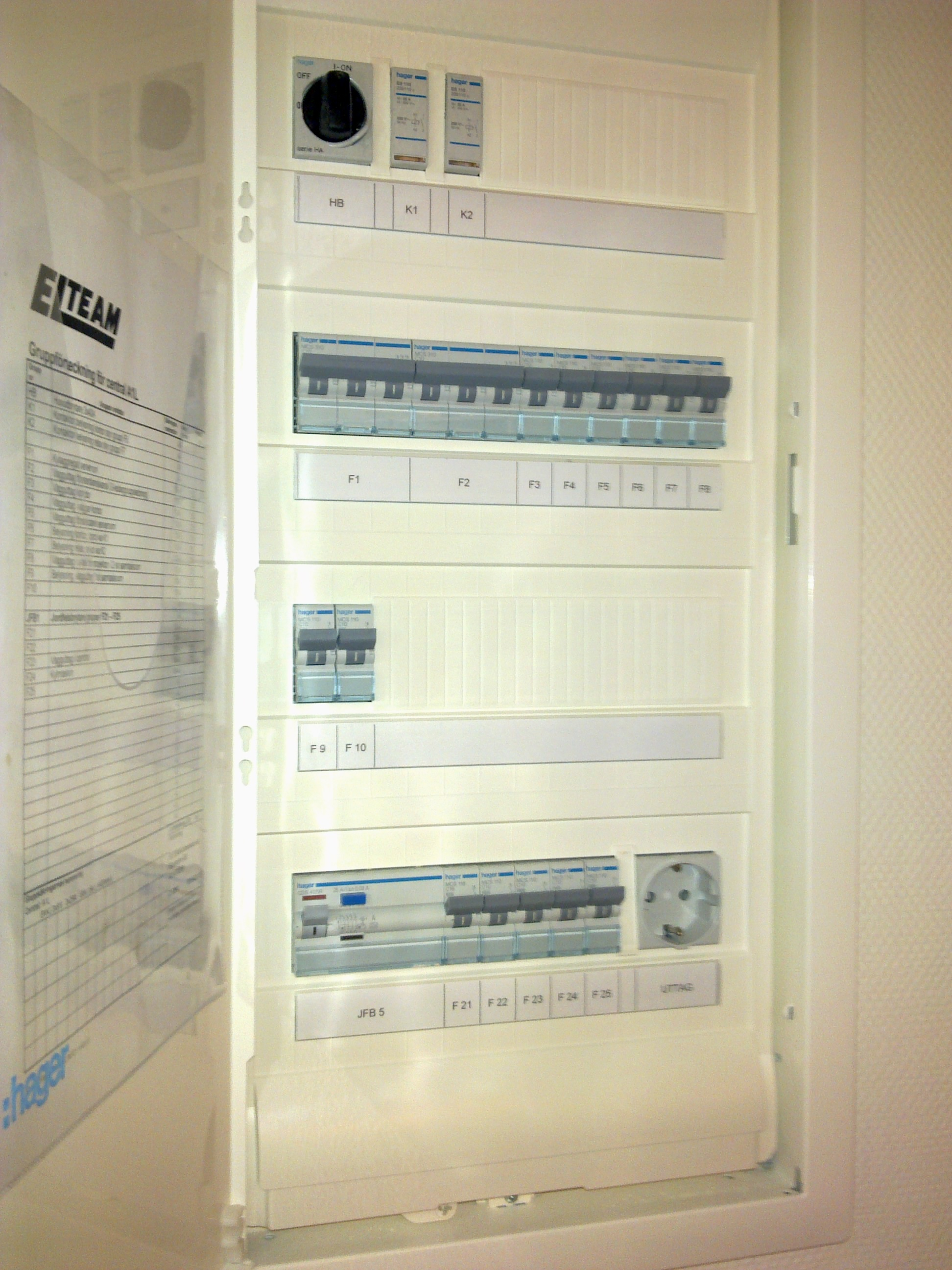
Elcentral med jordfelsbrytare i nedre vänstra hörnet.

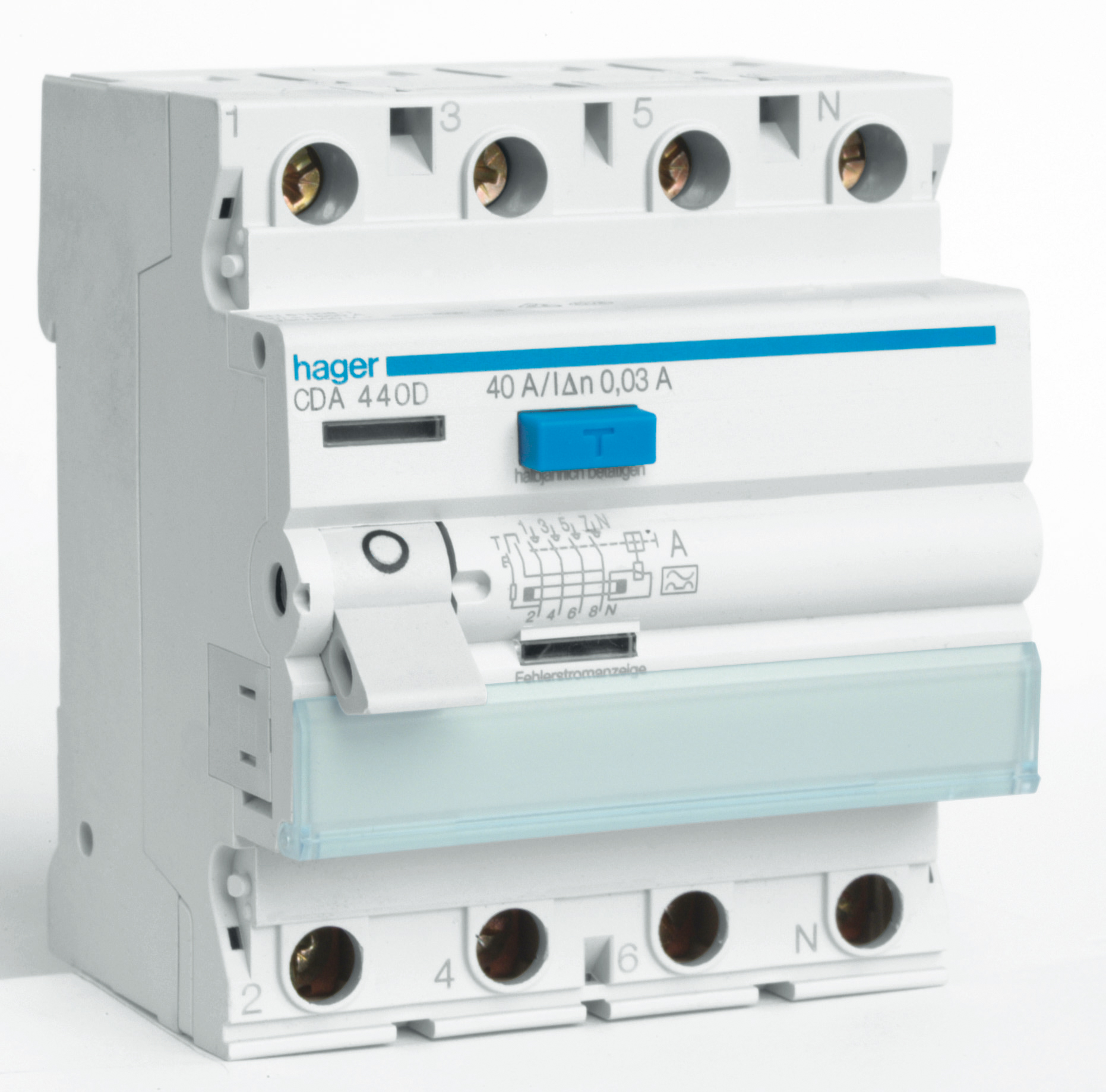
En 4-polig jordfelsbrytare.

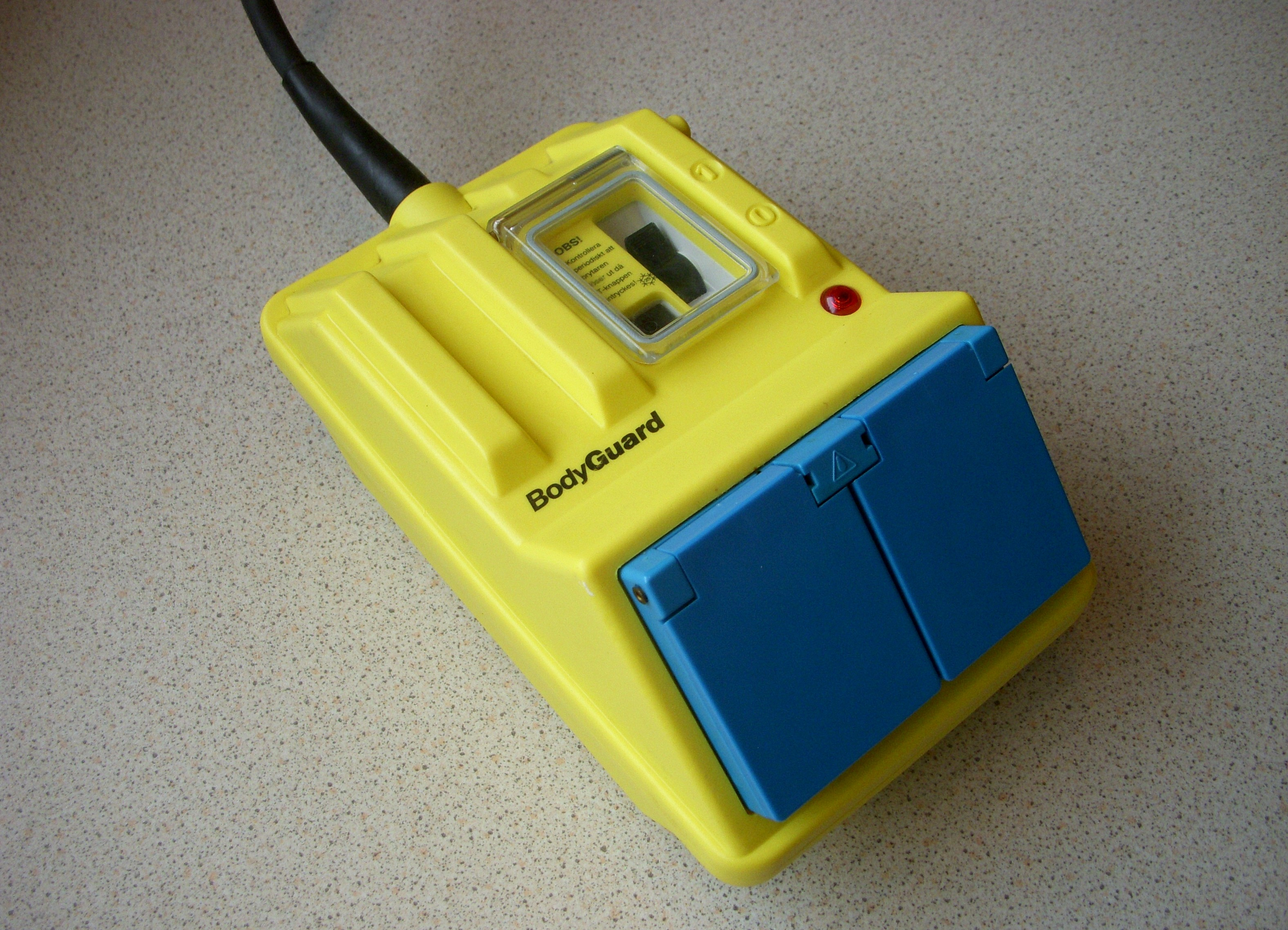
En flyttbar jordfelsbrytare.

Jordfelsbrytare (JFB, läckströmsbrytare) är ett komplement till säkringarna i en elcentral eller en utrustning och bryter strömmen vid felströmmar till jord, det vill säga när strömmen tar en annan väg tillbaka från fasledaren än genom neutralledaren.
En vanlig missuppfattning är att jordfelsbrytarens funktion är beroende av att det finns skyddsjord, och därför bara fungerar med jordade uttag. De ger dock personskydd även i ojordade uttag eftersom de jämför den matade strömmen i fasen med den återförda strömmen i neutralledaren och bryter om skillnaden är för stor.

## Jordning och jordfel
Jordade elapparaters metallhöljen är direkt förbundna med så kallad skyddsjord. Det vill säga att spänningen mellan höljet och jord/mark förblir nära noll volt även om en spänningsförande ledare kommer i kontakt med metallhöljet i ett s.k. jordfel. Därmed kan ytterhöljet aldrig uppnå spänningsnivåer farliga för en människa även om höljet blir strömförande. 
Om kontakten mellan spänningsförande ledare och ytterhöljet är god vid ett jordfel, kommer den ordinarie säkringen – antingen den i säkringsskåpet eller i apparaten – att lösa ut på grund av överbelastning (kortslutning). Är däremot kontakten dålig, så att strömmen inte blir hög nog (vanligen 6–16 ampere för säkringarna i säkringsskåpet) hjälper inte säkringarna men med korrekt inkopplad skyddsjord är utrustningen fortfarande ofarlig för människor.
Om kontakten mot jord däremot är eller görs obefintlig, t.ex. vid inkoppling av jordad utrustning med ett jordfel i ett ojordat vägguttag, blir höljet strömförande och utrustningen blir då farlig att ta i. Det blir en potentialskillnad på 230 V mellan metallhöljet och jord/mark. Säkringarna löser inte ut och elutrustningen kan fungera i detta skick.

## Funktion

Principskiss.
1. elektromagnet och hjälpelektronik
2. strömtransformatorns sekundärspole
3. kärna
4. testbrytare
L = fasledare
N = neutralledare

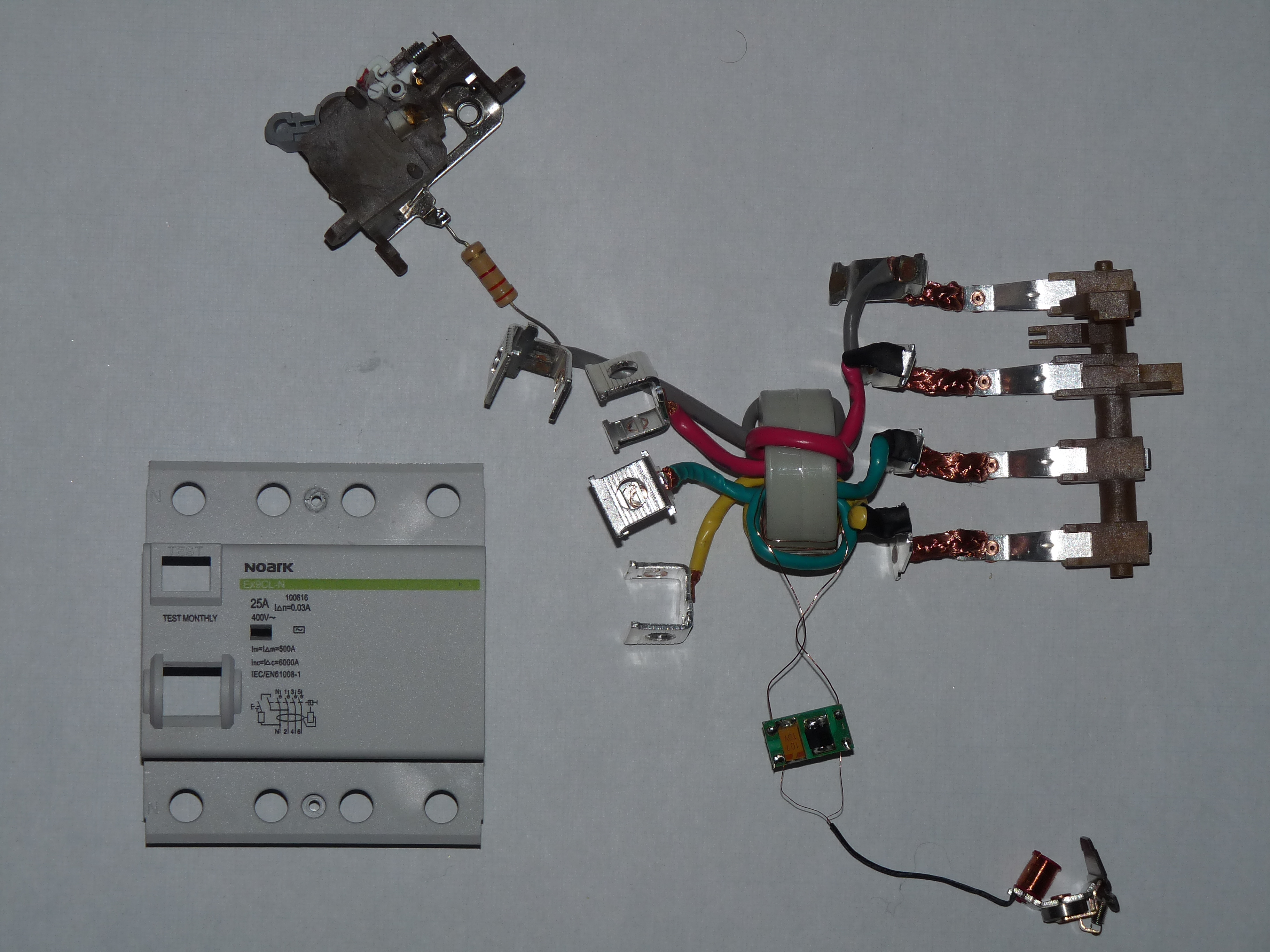
En isärtagen jordfelsbrytare.

Jordfelsbrytaren fungerar så att den jämför strömmarna i fasen och neutralledaren. Om det finns en skillnad mellan dessa strömmar som är större än det förinställda värdet (IΔn) löser skyddskretsen ut och bryter strömmen. Brytaren måste därefter återställas (oftast manuellt) innan den börjar leda ström igen. 
Jordfelsbrytaren är uppbyggd kring en summaströmtransformator med ringformad kärna. Ledarna till lasten går genom denna. Normalt är strömmarna i ledarna lika stora men med motsatt tecken, och magnetfälten kring ledarna tar därför ut varandra. Vid ett jordfel uppstår obalans, magnetfälten upphäver inte längre varandra och en ström induceras i sekundärspolen. Denna ström får en elektromagnet att utlösa en brytarmekanism. 
För att testa funktionen finns en testknapp som via ett motstånd kopplar förbi strömtransformatorn och åstadkommer en felström. Jordfelsbrytaren bör testas var 6:e månad genom att trycka in testknappen. Vid tveksamhet om jordfelsbrytarens funktion skall alltid behörig elektriker kontaktas. Vid installationer i kalla, fuktiga eller dammiga utrymmen läggs vikt vid att jordfelsbrytaren tillsammans med de andra komponenterna är korrekt kapslade (inneslutna i en skyddskapsling med högre IP-klass avsedd för mer krävande miljö än normal inomhusmiljö). Funktionstest bör i sådana miljöer utföras oftare än var 6:e månad, då den mekaniska utlösningsmekanismen påverkas av framförallt fukt och damm.  
Vanlig jordning skyddar inte om en människa kommer i direkt kontakt med en spänningsförande ledare, till exempel en kabel med trasig isolering eller ett spänningssatt metallhölje med trasig jordning. Det gör däremot jordfelsbrytaren. När den upptäcker att en del ström försvinner bort en annan väg (genom människans kropp och ner i marken, diskbänken etc.) löser den ut. I de fall när människan står på isolerande underlag och samtidigt håller i både fas och neutralledaren förlorar jordfelsbrytaren sin skyddsförmåga. Den kan nämligen inte skilja på om det är en lampa, TV eller människa i andra änden av kabeln.

## Olika typer
Olika typer av jordfelsbrytare (JFB) finns med olika felström:
- Person- och brandskydd med en felström på max 30 mA.

Även om människokroppen är en ganska dålig elektrisk ledare så räcker en spänning på strax över 50 volt för att hälsofarlig ström ska ledas igenom kroppen. Tiden som strömgenomgången pågår samt vilken väg strömmen tar genom kroppen påverkar omfattningen av de skador som strömgenomgången orsakar. Jordfelsbrytare för personskydd (<30 mA) förhindrar långvarig ström genom kroppen, under förutsättning att det rör sig om en felström mot jord. Jordfelsbrytaren ska lösa ut inom 0,3 sekunder (300 ms) vid 30 mA (milliampere) då strömmen tar andra vägar än vad som är avsett, även om det är vanligt förekommande med jordfelsbrytare som löser ut betydligt snabbare (30 millisekunder, d.v.s. 0.03 s). 
Trots att jordfelsbrytare känner av även små strömmar ger de inget fullständigt skydd. En kraftig stöt kan skada eller till och med döda ögonblickligen innan brytaren hinner lösa ut, särskilt gäller det barn, personer med hjärtproblem och djur.
- Enbart brandskydd med en felström på max 300 mA.

Då viss utrustning kan lagra ström eller tillåter viss läckström över 30 mA så fungerar inte JFB för personskydd. Då kan man, om omständigheterna tillåter det, använda ett brandskydd med upp till 300 mA tillåten felström.      
I delar av Europa, till exempel Sverige, Schweiz, Tyskland och Österrike gäller liknande föreskrifter för felströmmen (maximalt 30 mA). I USA får felströmmen vara mellan 5 och 30 mA och jordfelsbrytaren måste utlösa inom 25 millisekunder.